# アレクサンドル・ケルジャコフ
アレクサンドル・ケルジャコフ（露: Александр Кержаков, 1982年11月27日 - ）は、ロシアの元サッカー選手、サッカー指導者。元ロシア代表。ポジションはフォワード。FCカイラト監督。
ロシアを代表するストライカーとして知られており、アルテム・ジューバと並んでロシア代表の歴代最多得点者（30得点）である。

## 経歴

### クラブ

#### FCゼニト・サンクトペテルブルク

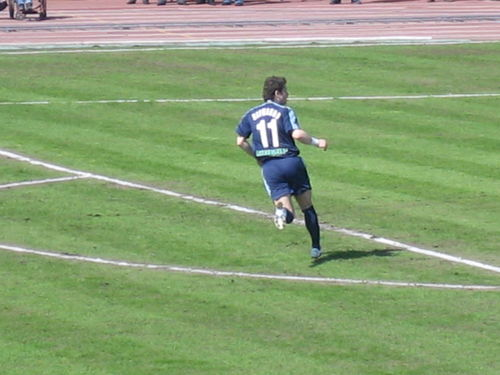
ゼニトでプレーするケルジャコフ

2001年、ロシアのアマチュアチーム、スヴェトゴレツ・スヴェトゴルスクからロシア・プレミアリーグのFCゼニト・サンクトペテルブルクに移籍。ここでレギュラーポジションを掴み取ると、2002年以降はアンドレイ・アルシャヴィンと2トップを組む機会が増えた、2003年にチェコ人指揮官、ウラスティミル・ペトルジェラに重宝され、2004年にはロシア・プレミアリーグの得点王を獲得、UEFAカップでの活躍もあり、国外の複数のクラブから注目を集めるようになる。
しかし、ディック・アドフォカート監督就任以降、折り合いが悪くなり、構想から外れたことで移籍を志願した。

#### セビージャFC
2006年12月28日、セビージャFCに500万ユーロで移籍。契約期間は5年半と長期の契約だった。移籍1年目のシーズンではルイス・ファビアーノ、フレデリック・カヌーテに次ぐ3番手のFWであった。2007年1月14日のRCDマヨルカ戦でリーガ・エスパニョーラデビューを果たし、同月28日のレバンテUD戦 (4-2)で初得点を挙げた。このシーズンでは15試合に出場し、3得点を挙げるまずまずの成績を残したが、2年目はセビージャの監督であったファンデ・ラモスの退団と共に出場機会が激減。エルネスト・ハビエル・チェバントンとアルナ・コネの加入もあり、5番手のFWに降格していた。

#### FCディナモ・モスクワ
UEFA EURO 2008を見据えて、2008年2月にFCディナモ・モスクワへ移籍することとなった。ディナモ・モスクワではすぐにファーストチョイスのFWとなったものの、戦術上の理由で本職ではない右サイドで起用されることも少なくなかった。

#### ゼニトへの復帰
2010年1月16日、古巣ゼニトへの復帰が発表された。チームは転換期を迎えた最中で、パヴェル・ポグレブニャク退団以降頼れるFWが不在だったため、ケルジャコフに懸かる期待が大きかった。重要な試合で得点を重ね、ゼニトを3年ぶりのリーグ制覇に貢献するとともに自身もチーム内得点王（13得点）に輝いた。
2012-13シーズンの夏の移籍市場で獲得したフッキやアクセル・ヴィツェルの高額年俸に異を唱え、前週の練習を無断で欠席したうえ、9月26日のクリリヤ・ソヴェトフ・サマーラ戦でも出場を拒否したケルジャコフは、今回の発言に先立つ23日、共闘して抗議を行ったチームメイトのイゴール・デニソフと共にリザーブチームへの降格を言い渡された。しかし28日に謝罪し、トップチームに復帰している。

#### FCチューリッヒへのローン移籍
2015-16シーズンは、スイスの強豪FCチューリッヒにローン移籍した。

### ゼニトへの復帰、引退
2016-17シーズンはゼニトでプレーし、シーズン終了後の2017年7月13日、引退と同クラブのユースチームのコーディネーターに就任することが発表された。

### 代表

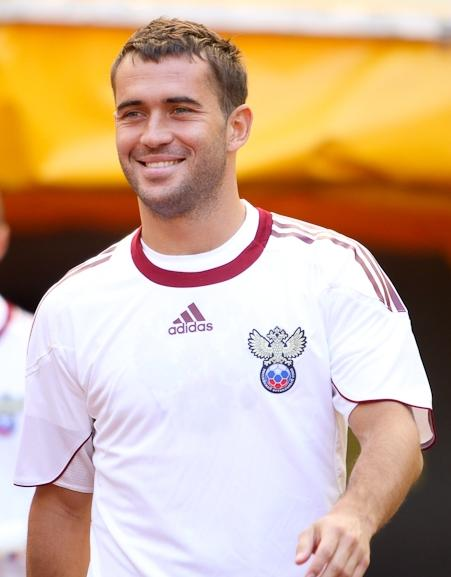
代表でのケルジャコフ

2002年3月27日、エストニア代表戦でロシア代表デビューを果たした。さらに同年に開催されたワールドカップのメンバーにも選出され、グループH、ベルギー戦 (2-3)で途中出場し、ドミートリー・シチョフの得点をアシストした。
ワールドカップ終了直後の同年8月21日のスウェーデン戦 (1-1)で代表初得点を挙げる。
UEFA EURO 2004予選では7試合に出場し、2得点を挙げたが、UEFA EURO 2004のエントリーメンバーには選出されたものの、ドミートリー・キリチェンコ、ドミトリ・ブリキン、シチョフに次ぐ4番手のFWに甘んじ、ポルトガル戦のみの出場に終わった。
当時の所属クラブのセビージャで控えに甘んじていたのを受け、ディナモ・モスクワへ移籍したものの、ベストコンディションには程遠く、UEFA EURO 2008のメンバーには、予選でチーム最多得点を記録したものの落選した。
その後は少しずつ調子を取り戻し、2009年6月のフィンランド戦で1年4か月ぶりに代表に返り咲くと、2得点を挙げる活躍をみせた。2009年11月18日のスロベニア戦 (0-1)で、ロマン・パヴリュチェンコとの交代で後半から出場し、代表通算50試合出場を達成した。しかし後半20分、スロベニアGKサミール・ハンダノヴィッチと交錯した際に相手を蹴ったとして一発退場となり、チームも2010 FIFAワールドカップ本大会出場を逃すなどほろ苦い50試合目となった。
2010年にゼニト時代折り合いが悪かったアドフォカートがロシア代表の監督に就任し、招集が懸念されていたが、その後は関係が改善され、パヴリュチェンコ、ポグレブニャクを抑えてファーストチョイスのFWとなった。

### 指導者
現役引退後は、古巣ゼニトのユースチームのコーディネーター、世代別ロシア代表での指導を経て、2020年9月24日、ロシア・ナショナル・フットボールリーグ（実質2部）のFCトム・トムスクの監督に就任。22チーム中18位と低迷はしたものの、見事残留に導き、シーズン終了後、契約満了に伴い退任。
2021年6月17日、ロシア・プレミアリーグに昇格したばかりのFKオリンピエツ・ニジニ・ノヴゴロドの監督に就任。

## 人物
- 既婚者であり、マーシャ夫人の間に娘がいる（2005年2月19日に結婚）。
- 弟は、ゼニト所属のGKミハイル・ケルジャコフ。
- 2002年には、自伝を出版している。タイトルは「Before and after 16」。
- 2023年4月、ロシアのウクライナ戦争に反対し、それ以来ロシアを離れた。

## 所属クラブ
- スヴェトゴレツ・スヴェトゴルスク 2000
- FCゼニト・サンクトペテルブルク 2001-2006
- セビージャFC 2007-2008
- FCディナモ・モスクワ 2008-2009
- FCゼニト・サンクトペテルブルク 2010-2017
  -  FCチューリッヒ 2016 (loan)

## 個人成績
| クラブ                         | シーズン | リーグ | リーグ | リーグ   | カップ | カップ | カップ   | 欧州カップ戦 | 欧州カップ戦 | 欧州カップ戦 | スーパーカップ | スーパーカップ | スーパーカップ | 合計 | 合計 | 合計     |
| クラブ                         | シーズン | 試合   | 得点   | アシスト | 試合   | 得点   | アシスト | 試合         | 得点         | アシスト     | 試合           | 得点           | アシスト       | 試合 | 得点 | アシスト |
| ------------------------------ | -------- | ------ | ------ | -------- | ------ | ------ | -------- | ------------ | ------------ | ------------ | -------------- | -------------- | -------------- | ---- | ---- | -------- |
| FCゼニト・サンクトペテルブルク | 2001     | 28     | 6      | 7        | 5      | 2      | 1        | 0            | 0            | 0            | 0              | 0              | 0              | 33   | 8    | 8        |
| FCゼニト・サンクトペテルブルク | 2002     | 29     | 14     | 2        | 2      | 0      | 1        | 2            | 2            | 0            | 0              | 0              | 0              | 33   | 16   | 3        |
| FCゼニト・サンクトペテルブルク | 2003     | 27     | 13     | 6        | 3      | 3      | 0        | 0            | 0            | 0            | 0              | 0              | 0              | 30   | 16   | 3        |
| FCゼニト・サンクトペテルブルク | 2004     | 29     | 18     | 4        | 6      | 6      | 2        | 7            | 6            | 0            | 0              | 0              | 0              | 42   | 30   | 6        |
| FCゼニト・サンクトペテルブルク | 2005     | 25     | 7      | 8        | 5      | 5      | 0        | 14           | 7            | 3            | 0              | 0              | 0              | 44   | 19   | 11       |
| FCゼニト・サンクトペテルブルク | 2006     | 21     | 6      | 1        | 2      | 0      | 0        | 0            | 0            | 0            | 0              | 0              | 0              | 23   | 6    | 1        |
| FCゼニト・サンクトペテルブルク | Total    | 159    | 64     | 28       | 23     | 16     | 4        | 23           | 16           | 3            | 0              | 0              | 0              | 205  | 95   | 32       |
| セビージャFC                   | 2006-07  | 15     | 5      | 2        | 5      | 0      | 0        | 8            | 2            | 1            | 0              | 0              | 0              | 28   | 7    | 3        |
| セビージャFC                   | 2007-08  | 11     | 3      | 0        | 0      | 0      | 0        | 1            | 1            | 0            | 0              | 0              | 0              | 12   | 4    | 0        |
| セビージャFC                   | Total    | 26     | 8      | 2        | 5      | 0      | 0        | 9            | 3            | 1            | 0              | 0              | 0              | 40   | 11   | 3        |
| FCディナモ・モスクワ           | 2008     | 27     | 7      | 4        | 2      | 1      | 0        | 0            | 0            | 0            | 0              | 0              | 0              | 29   | 8    | 4        |
| FCディナモ・モスクワ           | 2009     | 20     | 10     | 0        | 2      | 2      | 1        | 4            | 1            | 1            | 0              | 0              | 0              | 26   | 13   | 2        |
| FCディナモ・モスクワ           | Total    | 47     | 17     | 4        | 4      | 3      | 1        | 4            | 1            | 1            | 0              | 0              | 0              | 55   | 21   | 6        |
| FCゼニト・サンクトペテルブルク | 2010     | 21     | 9      | 1        | 2      | 0      | 0        | 0            | 0            | 0            | 1              | 0              | 0              | 18   | 4    | 0        |
| FCゼニト・サンクトペテルブルク | 2011-12  | 32     | 23     | 5        | 2      | 0      | 0        | 7            | 1            | 0            | 0              | 0              | 0              | 45   | 24   | 5        |
| FCゼニト・サンクトペテルブルク | Total    | 63     | 40     | 7        | 5      | 0      | 0        | 10           | 5            | 0            | 1              | 0              | 0              | 82   | 45   | 6        |
| 通算                           | Total    | 286    | 127    | 38       | 37     | 19     | 8        | 47           | 24           | 5            | 3              | 0              | 0              | 387  | 170  | 47       |

## 代表歴

### 出場大会
- ロシア代表
  - 2002 FIFAワールドカップ
  - 2014 FIFAワールドカップ

### 試合数
- 国際Aマッチ 91試合 30得点（2002年-2016年）[2]

| ロシア代表 | 国際Aマッチ | 国際Aマッチ |
| 年         | 出場        | 得点        |
| ---------- | ----------- | ----------- |
| 2002       | 7           | 3           |
| 2003       | 8           | 0           |
| 2004       | 7           | 0           |
| 2005       | 10          | 4           |
| 2006       | 5           | 0           |
| 2007       | 7           | 6           |
| 2008       | 0           | 0           |
| 2009       | 6           | 2           |
| 2010       | 2           | 2           |
| 2011       | 5           | 0           |
| 2012       | 12          | 5           |
| 2013       | 8           | 2           |
| 2014       | 11          | 5           |
| 2015       | 2           | 1           |
| 2016       | 1           | 0           |
| 通算       | 91          | 30          |

### 得点
| #   | 開催年月日     | 開催地               | 対戦国             | スコア | 結果 | 試合概要                                |
| --- | -------------- | -------------------- | ------------------ | ------ | ---- | --------------------------------------- |
| 1.  | 2002年8月21日  | モスクワ             | スウェーデン       | 1-0    | 1-1  | 親善試合                                |
| 2.  | 2002年9月7日   | モスクワ             | アイルランド       | 3-1    | 4-2  | UEFA EURO 2004予選                      |
| 3.  | 2002年10月26日 | ヴォルゴグラード     | アルバニア         | 1-0    | 4-1  | UEFA EURO 2004予選                      |
| 4.  | 2005年3月26日  | ファドゥーツ         | リヒテンシュタイン | 0-1    | 1-2  | 2006 FIFAワールドカップ・ヨーロッパ予選 |
| 5.  | 2005年9月3日   | モスクワ             | リヒテンシュタイン | 1-0    | 2-0  | 2006 FIFAワールドカップ・ヨーロッパ予選 |
| 6.  | 2005年9月3日   | モスクワ             | リヒテンシュタイン | 2-0    | 2-0  | 2006 FIFAワールドカップ・ヨーロッパ予選 |
| 7.  | 2005年10月8日  | モスクワ             | ルクセンブルク     | 2-0    | 5-1  | 2006 FIFAワールドカップ・ヨーロッパ予選 |
| 8.  | 2007年3月24日  | タリン               | エストニア         | 0-1    | 0-2  | UEFA EURO 2008予選                      |
| 9.  | 2007年3月24日  | タリン               | エストニア         | 0-2    | 0-2  | UEFA EURO 2008予選                      |
| 10. | 2007年6月2日   | サンクトペテルブルク | アンドラ           | 1-0    | 4-0  | UEFA EURO 2008予選                      |
| 11. | 2007年6月2日   | サンクトペテルブルク | アンドラ           | 2-0    | 4-0  | UEFA EURO 2008予選                      |
| 12. | 2007年6月2日   | サンクトペテルブルク | アンドラ           | 3-0    | 4-0  | UEFA EURO 2008予選                      |
| 13. | 2007年9月8日   | モスクワ             | 北マケドニア       | 3-0    | 3-0  | UEFA EURO 2008予選                      |
| 14. | 2009年6月10日  | ヘルシンキ           | フィンランド       | 0-1    | 0-3  | 2010 FIFAワールドカップ・ヨーロッパ予選 |
| 15. | 2009年6月10日  | ヘルシンキ           | フィンランド       | 0-2    | 0-3  | 2010 FIFAワールドカップ・ヨーロッパ予選 |
| 16. | 2010年9月10日  | ダブリン             | アイルランド       | 0-1    | 2-3  | UEFA EURO 2012予選                      |
| 17. | 2010年10月12日 | スコピエ             | 北マケドニア       | 0-1    | 0-1  | UEFA EURO 2012予選                      |
| 18. | 2012年5月24日  | モスクワ             | ウルグアイ         | 1-1    | 1-1  | 親善試合                                |
| 19. | 2012年6月1日   | チューリヒ           | イタリア           | 0-1    | 0-3  | 親善試合                                |
| 20. | 2012年9月11日  | ラマト・ガン         | イスラエル         | 0-1    | 0-4  | 2014 FIFAワールドカップ・ヨーロッパ予選 |
| 21. | 2012年9月11日  | ラマト・ガン         | イスラエル         | 0-4    | 0-4  | 2014 FIFAワールドカップ・ヨーロッパ予選 |
| 22. | 2012年10月12日 | モスクワ             | ポルトガル         | 1-0    | 1-0  | 2014 FIFAワールドカップ・ヨーロッパ予選 |
| 23. | 2013年9月6日   | カザン               | ルクセンブルク     | 3-0    | 4-1  | 2014 FIFAワールドカップ・ヨーロッパ予選 |
| 24. | 2013年10月11日 | ルクセンブルク市     | ルクセンブルク     | 0-4    | 0-4  | 2014 FIFAワールドカップ・ヨーロッパ予選 |
| 25. | 2014年5月26日  | サンクトペテルブルク | スロバキア         | 1-0    | 1-0  | 親善試合                                |
| 26. | 2014年6月17日  | クイアバ             | 韓国               | 1-1    | 1-1  | 2014 FIFAワールドカップ                 |
| 27. | 2014年9月3日   | ヒムキ               | アゼルバイジャン   | 1-0    | 4-0  | 親善試合                                |
| 28. | 2014年9月3日   | ヒムキ               | アゼルバイジャン   | 2-0    | 4-0  | 親善試合                                |
| 29. | 2014年11月18日 | ブダペスト           | ハンガリー         | 0-2    | 1-2  | 親善試合                                |
| 30. | 2015年6月7日   | ヒムキ               | ベラルーシ         | 4-2    | 4-2  | 親善試合                                |

## 獲得タイトル

### クラブ
- FCゼニト・サンクトペテルブルク
  - ロシア・プレミアリーグカップ: 1回 (2003)
  - ロシア・カップ：1回 (2010)
  - ロシアサッカー・プレミアリーグ：2回 (2010, 2011-12)
  - ロシア・スーパーカップ：1回 (2011)
- セビージャFC
  - コパ・デル・レイ：1回 (2007)
  - UEFAカップ：1回 (2007)

### 個人タイトル
- FCゼニト・サンクトペテルブルク
  - ロシア・プレミアリーグ得点王: 1 (2004)